# 1975 en Grèce
Chronologie de la Grèce
- 1971
- 1972
- 1973
- 1974
- 1975
- 1976
- 1977
- 1978
- 1979

Le drapeau terrestre de la Grèce est réutilisé. Il sera remplacé par le drapeau de la Grèce, en 1978.

Cette page concerne les évènements survenus en 1975 en Grèce  :

## Évènements
- février : Coup d’État des pyjamas
- 9 juin : Adoption de la Constitution (entrée en vigueur : 11 juin) : la Grèce est une république parlementaire.
- 12 juin : La Grèce dépose sa candidature d'adhésion à la Communauté économique européenne.
- 19 juin : Élection présidentielle (en)
- 28 juillet : Début des procès de la junte grecque.
- 22-28 septembre : Festival du cinéma grec
- 3 décembre : découverte de l'épave du Britannic par Jacques-Yves Cousteau
- 23 décembre : Assassinat de Richard Welch, chef de station de la CIA à Athènes, par l'Organisation révolutionnaire du 17-Novembre.

## Sortie de film
- Bio-graphia
- Prométhée à la deuxième personne
- Le Voyage des comédiens

## Sport
- 24-31 mai : Rallye de l'Acropole
- 22-24 août : Organisation des Championnats d'Europe juniors d'athlétisme à Neo Faliro.
- Coupe de Grèce de football (1974-1975) (en)
- Coupe de Grèce de football (1975-1976) (en)
- Championnat de Grèce de football 1974-1975
- Championnat de Grèce de football 1975-1976
- Création des clubs de football Aiolikos Mytilène et Panmovriakos F.C. (en).

## Création
- 16e Division d'infanterie mécanisée (en)
- Costamare (en)
- Courts administratives grecques (en)
- Eleftherotypía (journal)
- Festival Aeschylia (en) à Éleusis.
- Galerie d'art de la Société d'études macédoniennes (en) (Thessalonique)
- Industrie aérospatiale hellénique (en)
- Lutte populaire révolutionnaire (en) (parti politique)
- Marche socialiste (en) (parti politique)
- Musée archéologique de Marathon
- Musée de la Guerre d’Athènes
- Ordre de l'Honneur
- Organisation révolutionnaire du 17-Novembre

## Dissolution
- Greek Line (en)
- Télévision nationale de radiodiffusion (EIRT) (en)

## Naissance
- Vasílis Anastópoulos, coureur cycliste.
- Yánnis Goúmas, footballeur.
- Chrístos Kóntis, footballeur.
- Michális Koukoulákis, footballeur.
- Stávros Labriákos, footballeur.
- Níkos Liberópoulos, footballeur.
- Konstantínos Papadákis, personnalité politique.
- Harálabos Papadiás, athlète spécialiste du 100 mètres.
- Elpidofóros Potourídis, coureur cycliste.
- Élena Rápti, députée.
- Ieroklís Stoltídis, footballeur.
- Ekateríni Thánou, athlète spécialiste du sprint.

## Décès
- Andréas Embiríkos, poète et prosateur.
- Níkos Kavvadías, écrivain, poète et marin.
- Alékos Kondópoulos, artiste peintre.
- Oréstis Makrís, acteur et chanteur (ténor) d'opérettes.
- Aristote Onassis, armateur.